# São Mamede de Infesta
São Mamede de Infesta este un oraș în Matosinhos, Portugalia.